# Lucilla Perrotta
Lucilla Perrotta (Roma, 3 de junho de 1975) é uma ex-voleibolista indoor e jogadora de vôlei de praia suíça medalhista de ouro no Campeonato Europeu de 2002 na Suíça, vice-campeã na edição de 1997 na Itália e medalhista de bronze nos anos de 1994, 1995, 2004 e 2005, em Portugal, França, Alemanha e Turquia, respectivamente.

## Carreira
Ela iniciou no voleibol de quadra, defendeu o Aster Roma, como central, a partir da temporada 1992–93 até 1997–98, todas na Série A2.Em 1994, já competia no vôlei de praia, e formando dupla com Cristiana Parenzan obteve a medalha de bronze no Campeonato Europeu de Voleibol de Praia em Espinho e repetiram o feito no Campeonato Europeu de Voleibol de Praia de 1995 em Saint-Quay-Portrieux.
No ano de 1996, competiu ao lado de Daniela Gattelli, terminaram em sétimo no Challenge de Vasto.Juntas foram medalhistas de prata no Campeonato Europeu de 1997 em Riccione e estrearam no Circuito Mundial de 1997, no Aberto de Pescara, finalizaram no décimo sétimo lugar, mesmo posto no Aberto de Marselha e no Campeonato Mundial de Los Angeles, terminaram em nono no Aberto de Pusan e Salvador e em sétimo no Aberto de Espinho.
Com Daniela Gattelli, disputou a jornada do circuito mundial de 1998, terminaram no décimo sétimo lugar nos Abertos de Espinho, Osaka, Dalian e Salvador, ainda em nono posto nos Abertos de Vasto, Toronto e Marselha.No Challenge de Porto San Giorgio em 1999 terminaram em nono lugar e no Campeonato Europeu de Voleibol de Praia de 1999 em Palma de Maiorca, finalizaram no décimo terceiro lugar, assim como no Campeonato Mundial de Marselha, e no circuito mundial, terminaram no décimo sétimo lugar nos Abertos de Acapulco e Dalian, no décimo terceiro posto nos Abertos de Toronto, Espinho e Osaka  
Em 2000, disputaram eventos do circuito mundial, finalizaram no décimo sétimo lugar nos Abertos de Espinho e Berlim, no décimo terceiro posto no Aberto de Fortaleza, disputaram os Jogos Olímpicos de Verão de 2000 em Sydney, terminaram na nona posição, repetindo o resultado no Aberto de Dalian.E novamente com Daniela Gattelli, terminou no nono posto no Campeonato Europeu de Voleibol de Praia de 2001 na cidade de Jesolo, da mesma forma no Campeonato Mundial em Klagenfurt, depois nos Jogos da Boa Vontade de 2001 em Brisbane terminaram no sétimo posto e entre as etapas do circuito mundial de 2001, terminaram no décimo sétimo lugar no Aberto de Gstaad e no Grand Slam de Marselha, no décimo terceiro lugar nos Abertos de Macau, Cagliari, Gran Canarias e Fortaleza, no nono lugar no Aberto de Espinho e conquistaram o bronze no Aberto de Hong Kong.
Prosseguiu ao lado de Daniela Gattelli no Campeonato Europeu de 2002 na Basileia e conquistaram a medalha de ouro, estiveram com bons resultados no circuito mundial de 2002, obtendo o nono lugar nos Grand Slams de Marselha e Klagenfurt, nos Abertos de Stavanger, Rodes, Osaka e Maiorca, quinto posto nos Abertos de Madrid, Gstaad, Montreal e Maoming.
Na temporada de 2003, permaneceu competindo com Daniela Gattelli e obtiveram a medalha de bronze no Campeonato Europeu de 2003, este sediado em Alânia, obtendo o trigésimo terceiro lugar no Campeonato Mundial de 2003 no Rio de Janeiro, e no circuito mundial, ocuparam o vigésimo quinto posto no Aberto de Osaka, o décimo sétimo lugar no Aberto de Gstaad e nos Grand Slams de Berlim, Klagenfurt e Los Angeles, os nonos lugares nos Abertos de Rodes e Stavanger, assim como no Grand Slam de Marselha, e o quinto lugar no Aberto de Milão.
Esteve competindo com Daniela Gattelli e obtiveram a medalha de bronze no Campeonato Europeu de 2004 em Timmendorfer Strand e o mesmo feito no Challenge de Cagliari.No circuito mundial de 2004 obtiveram juntas o quinto posto no Grand Slam de Berlim, nos Abertos de Maiorca e de Milão, mesmo posto obtido em Atenas nos Jogos Olímpicos de 2004 finalizaram no quinto lugar, ainda em sétimo posto no Grand Slam de Marselha e no Aberto do Rio de Janeiro, em vigésimo quinto posto no Aberto de Gstaad, décimo sétimo posto nos Abertos de Rodes, Xangai, Osaka e Stavanger, e o décimo sétimo posto no Grand Slam de Klagenfurt.
Em 2005 iniciou com Daniela Gattelli conquistaram o nono no Aberto de Xangai e em vigésimo quinto posto no Campeonato Mundial de Berlim, depois, esteve com Diletta Lunardi no vice-campeonato na etapa Satélite de Vasto, e terminaram no décimo terceiro lugar no Campeonato Europeu em Moscou e nos eventos do circuito mundial obteve os resultados, o décimo sétimo lugar no Aberto de Atenas e Bali e nos Grand Slams de Klagenfurt e Paris, antes esteve com Nicoletta Luciani e conquistaram o décimo sétimo lugar no Grand Slam de Stavanger e o décimo terceiro lugar no Aberto de Espinho, esteve com Laura Bruschini no Grand Slam de Paris e finalizaram no décimo sétimo lugar, sendo que ao final do circuito retomou com Daniela Gattelli e o décimo sétimo lugar no Aberto de Cidade do Cabo, em décimo terceiro lugar no Aberto de Acapulco e em nono no Aberto de Salvador.
Em 2006, continuou com Daniela Gattelli conquistaram o décimo terceiro lugar no Campeonato Europeu de Haia, e no circuito mundial, terminaram em vigésimo quinto lugar no Grand Slam de Gstaad, no décimo sétimo posto nos Grand Slams de Stavanger e Klagenfurt, e nos Abertos de Modena, Montreal e Acapulco, em décimo terceiro posto no Grand Slam de Paris e nos Abertos de Xangai e São Petersburgo, o nono lugar no Aberto de Marselha e com Giulia Momoli terminou em décimo sétimo posto no Aberto de Phuket.
Na temporada de 2007, iniciou com Daniela Gioria, terminaram em vigésimo quinto lugar nos Abertos de Xangai e Sentosa, outra vez com Giulia Momoli obtiveram o trigésimo terceiro lugar no Aberto de Seul, em seguida voltou ao lado de Daniela Gattelli para os demais eventos, ocuparam o décimo terceiro lugar no Aberto de Espinho, o trigésimo terceiro posto no Aberto de Phuket e nos Grand Slams de Paris e Berlim, vigésimo quinto lugar nos Abertos de Kristiansand e Marselha, décimo sétimo posto no Aberto de Montreal e nos Grand Slams de Stavanger e Klagenfurt, e trigésimo sétimo no Campeonato Mundial de Gstaad.Com Daniela Gattelli disputou a temporada de 2008 do circuito mundial e conquistaram como melhores resultados, o décimo sétimo posto nos Abertos de Adelaide e Osaka, décimo terceiro posto no Aberto de Stare Jablonki e o nono lugar no Aberto de Marselha, se aposentando nesta jornada.

## Títulos e resultados
- Aberto de Hong Kong do Circuito Mundial de Vôlei de Praia de 2001